# Termodynamisk grænse
Den termodynamiske grænse er betegnelsen for, at et fysisk system er så stort, at de statistiske fluktuationer - som de kendes fra den mikroskopiske statistiske mekanik - er negligible, og systemet i stedet kan beskrives vha. makroskopiske størrelser fra termodynamikken.
Grænsen er defineret ved, at partikeldensiteten bliver konstant, når volumenet {\displaystyle V} og partikelantallet {\displaystyle N} går mod uendelig:
{\displaystyle {\frac {N}{V}}={\text{konstant, for }}N\to \infty {\text{ og }}V\to \infty }
Et simpelt eksempel er en gas, der jf. den kinetiske gasteori består af en masse mikroskopiske partikler. Hvis beholderen med gassen er meget lille og således kun indeholder én partikel, mærker beholderens vægge kun et tryk, når partiklen rammer, og det målte tryk er således oftest nul. Derimod vil en større beholder med fx et mol gas have mange partikler, der rammer alle vægge hele tiden, og trykket vil derfor blive målt som konstant.